# 情婦 (映画)
『情婦』（じょうふ、原題: Witness for the Prosecution）は、1957年製作のアメリカ映画。アガサ・クリスティの短編小説及び戯曲『検察側の証人』を原作とする法廷ミステリー作品である。
脚本・監督はビリー・ワイルダー。タイロン・パワー、マレーネ・ディートリヒ、チャールズ・ロートン、エルザ・ランチェスターが主演した。Rotten Tomatoesの支持率100%の映画のうちの１つである。

## 概要
原作は、英国の推理小説家アガサ・クリスティの短編小説。それが舞台劇としてブロードウェイやロンドンでロングランされた物を、ビリー・ワイルダーが監督した。
主演の未亡人殺しの容疑者役にはタイロン・パワー、マレーネ・ディートリヒがその年上のドイツ人妻にキャスティングされた。さらに、実質的な主人公である老弁護士には、チャールズ・ロートンが扮し、その付き添い看護婦役には、実生活のロートン夫人であるエルザ・ランチェスターが扮した。タイロン・パワーは次作『ソロモンとシバの女王』の撮影中に心臓発作で急死したため、本作が遺作となった。
第30回アカデミー賞ではロートンがアカデミー賞主演男優賞、ランチェスターが助演女優賞にそれぞれノミネートされた。ともにオスカーは逃したが、ランチェスターはゴールデングローブ賞助演女優賞を受賞した。また、作品賞、監督賞、編集賞、録音賞の合計6部門にノミネートされたが、そのうち4部門で戦争大作『戦場にかける橋』に敗れるなどして、オスカー獲得はならなかった。
1982年には同作品がテレビドラマ化（邦題は原題と同じ『検察側の証人』）され、ウィルフリッド・ロバーツ弁護士役をラルフ・リチャードソンが演じた。

## ストーリー
1952年のイギリス、ロンドン。法曹界の重鎮としてその名を知られる老弁護士ウィルフリッド卿は、生死を彷徨う重病の床から、口うるさい付き添い看護婦ミス・プリムソル随行で退院を果たした。ウィルフリッドは事務所に落ち着く間もなく、事務弁護士メイヒューに連れられた未亡人殺しの容疑者レナード・ヴォールの弁護依頼を受ける。アリバイの証明者は夫人しかおらず、状況は極めて不利。まもなく彼らの元を警察が訪れ、レナードは殺人容疑で逮捕されてしまう。
善後策を協議するウィルフリッドらの前に、レナード夫人のクリスチーネが現れる。しかし彼女の態度は夫を信じていないかのように不審なもので、しかも母国ドイツに正式な夫がおり、レナードとは正式な夫婦ではないと言う。クリスチーネが弁護側の証人として頼りにならないと判断したウィルフリッドは、体調を心配する周囲を振り切って弁護を引き受け、夫人の証言なしで公判に挑む決意をする。
裁判が開廷される。検事と弁護人との攻防は一進一退、検察側が繰り出す堅固に思える証言も、老獪なウィルフリッドに突き崩され決定打とはならない。そして評決を翌日に控えた日、クリスチーネが検察側の証人として出廷してくる。彼女は夫のアリバイを否定、偽証を依頼されたとする証言をし、レナードの有罪は確定的となる。クリスチーネの証言が嘘である事を確信するウィルフリッドだが、さすがの名弁護士も夫人の真意を計りかね、反駁の方法を見出せない。
事務所に戻って苦慮するウィルフリッドに謎の中年女性から1本の電話がかかってくる。彼女はクリスチーネの秘密を知っているという。ウィルフリッドとメイヒューは待ち合わせ場所に指定された駅の酒場でその女性と面会し、クリスチーネが恋人に宛てた手紙を入手する。その手紙には彼女は夫レナードに殺人の罪を着せ、恋人と結婚しようとする旨のことが書かれていた。この手紙が決め手となり公判は大逆転、レナードは無罪となり、クリスチーネは偽証の罪に問われる事となる。しかし、弁護士として見事勝利を手にしたウィルフリッドは、あまりにでき過ぎた展開に合点がいかない。そのウィルフリッドに、クリスチーネはある告白を始めた。

## キャスト
| 役名                     | 俳優                     | 日本語吹替                                              |
| 役名                     | 俳優                     | NET版                                                   |
| ------------------------ | ------------------------ | ------------------------------------------------------- |
| レナード・ヴォール       | タイロン・パワー         | 山内雅人                                                |
| クリスチーネ             | マレーネ・ディートリッヒ | 初井言栄                                                |
| ウィルフリッド・ロバーツ | チャールズ・ロートン     | 雨森雅司                                                |
| ミス・プリムソル         | エルザ・ランチェスター   | 高橋和枝                                                |
| ブローガンムーア弁護士   | ジョン・ウィリアムス     | 中村正                                                  |
| メイヒュー               | ヘンリー・ダニエル       | 真木恭介                                                |
| カーター執事             | イアン・ウルフ           | 宮内幸平                                                |
| マイヤーズ検事           | トリン・サッチャー       | 大木民夫                                                |
| ジャネット・マッケンジ   | ウナ・オコナー           | 川路夏子                                                |
| 裁判長                   | フランシス・コンプトン   | 八奈見乗児                                              |
| ハーン                   | フィリップ・タング       | 北村弘一                                                |
| ダイアナ                 | ルタ・リー               | 渡辺典子                                                |
| オブライエン             | マージョリー・イートン   | 中村紀子子                                              |
| ジョンソン夫人           | オトーラー・ネスミス     | 川路夏子                                                |
| マヒュー                 | モリー・ローデン         | 京田尚子                                                |
| 不明 その他              | N/A                      | 千葉順二 上田敏也 矢田耕司 明石良 藤本譲                |
| 日本語版スタッフ         |                          |                                                         |
| 演出                     | 演出                     | 小林守夫                                                |
| 翻訳                     | 翻訳                     | 木原たけし                                              |
| 効果                     |                          |                                                         |
| 調整                     | 調整                     | 前田仁信                                                |
| 制作                     | 制作                     | 東北新社                                                |
| 解説                     | 解説                     | 淀川長治                                                |
| 初回放送                 | 初回放送                 | 1972年1月30日 『日曜洋画劇場』 21:00-22:54 正味95分07秒 |

## スタッフ
- 監督：ビリー・ワイルダー
- 製作：アーサー・ホーンブロウ・Jr
- 原作：アガサ・クリスティー
- 脚本：ビリー・ワイルダー、ハリー・カーニッツ
- 撮影：ラッセル・ハーラン
- 音響：ラルフ・アーサー・ロバーツ
- 音楽：マティ・マルネック
- マレーネ・ディートリヒの衣裳：イーディス・ヘッド
- 字幕翻訳：柴田香代子（DVD版）、加納礼子（プレミアムシネマ版）

## 主な受賞歴

### アカデミー賞
ノミネート
アカデミー作品賞：アーサー・ホーンブロウ・Jr
アカデミー監督賞：ビリー・ワイルダー
アカデミー主演男優賞：チャールズ・ロートン
アカデミー助演女優賞：エルザ・ランチェスター
アカデミー録音賞：ゴードン・ソーヤー
アカデミー編集賞：ダニエル・マンデル

### 英国アカデミー賞
ノミネート
最優秀外国男優賞：チャールズ・ロートン

### ゴールデングローブ賞
受賞
助演女優賞：エルザ・ランチェスター
ノミネート
作品賞 (ドラマ部門)
監督賞：ビリー・ワイルダー
主演男優賞 (ドラマ部門)：チャールズ・ロートン
主演女優賞 (ドラマ部門)：マレーネ・ディートリヒ